# Megaselia frontella
Megaselia frontella är en tvåvingeart som beskrevs av Rudolf Beyer 1966. Megaselia frontella ingår i släktet Megaselia och familjen puckelflugor. Inga underarter finns listade i Catalogue of Life.